# Dusičnan neptuničitý
Dusičnan neptuničitý je anorganická sloučenina s chemickým vzorcem Np(NO3)4.

## Příprava
Dusičnan neptuničitý lze připravit přidáním zředěné kyseliny dusičné k čerstvě připravenému hydroxidu neptuničitému:
Np(OH)4 + 4 HNO3 → Np(NO3)4 + 4 H2O

## Fyzikální vlastnosti
Dusičnan neptuničitý tvoří šedé hygroskopické krystaly rozpustné ve vodě. Tvoří také krystalický dihydrát.